# Toromani
Toromani är en ort i Bosnien och Hercegovina.   Den ligger i entiteten Federationen Bosnien och Hercegovina, i den nordvästra delen av landet, 230 km nordväst om huvudstaden Sarajevo. Toromani ligger 391 meter över havet och antalet invånare är 619.
Terrängen runt Toromani är platt åt sydväst, men åt nordost är den kuperad. Runt Toromani är det ganska tätbefolkat, med 93 invånare per kvadratkilometer.. Närmaste större samhälle är Cazin, 4,0 km sydväst om Toromani. 
Omgivningarna runt Toromani är en mosaik av jordbruksmark och naturlig växtlighet.